# Stazione di Castiau
La stazione di Castiau è una fermata ferroviaria posta nel territorio comunale di Aritzo, lungo la linea Isili-Sorgono, dal 1997 utilizzata esclusivamente per scopi turistici.

## Storia
La fermata fu istituita nella seconda metà del Novecento in corrispondenza di una casa cantoniera poco distante dal corso del rio Castiau, risultando in uso nel 1994 sotto la gestione delle Ferrovie della Sardegna. Con la cessazione del servizio di trasporto pubblico sulla Isili-Sorgono, la fermata fu destinata ai soli treni turistici a partire dal 16 giugno 1997, la struttura venne successivamente impiegata esclusivamente nell'ambito del servizio Trenino Verde. Nel 2010 l'impianto passò alla gestione dell'ARST. Dall'agosto 2017 la fermata è temporaneamente chiusa al traffico per via dello stato in cui versano alcuni ponti nel tratto a nord di Laconi.

## Strutture e impianti
L'impianto si trova in posizione isolata nelle campagne a ovest di Aritzo e presenta una configurazione di fermata passante. Oltre al binario di corsa, nell'area è presente il fabbricato di una ex casa cantoniera.

## Movimento
Dall'estate 1997 la fermata è utilizzata esclusivamente per il traffico turistico, tuttavia dalla fine dell'estate 2017 nessuna relazione serve la struttura in quanto ricompresa in un tratto della Isili-Sorgono provvisoriamente chiuso all'esercizio per problemi infrastrutturali.